# Дрифтерный лов
Дри́фтерный лов — способ рыболовства с помощью дрифтерных (плавны́х) сетей, свободно дрейфующих после их постановки. Рыболовное судно, предназначенное для дрифтерного лова, называют дрифтером.

## Запрет дрифтерного лова
С 1 января 2016 года в России в целях сохранения водных биологических ресурсов запрещен дрифтерный лов рыбы на морских миграционных путях проходных рыб к местам нереста.

## Причины запрета
Второе название плавных сетей — «стена смерти». Лов ведётся с промысловых судов — дрифтеров. В нём используются сети высотой до 12 м. и шириной до 30 м., вместе связанные сети составляют иногда многокилометровые «стены», через которые ничто живое не проходит. Рыба, морские животные и птицы, попав в сети, запутываются в ячейках; при этом, пытаясь выбраться из них, живность часто наносит себе смертельные раны, поэтому большая часть уже погибает к моменту вылова. Другая часть гибнет, оказавшись выброшенной за борт за ненадобностью. Не является секретом тот факт, что многие рыбаки выходят в море только за определенным видом рыбы, в случае японских рыбаков — это нерка, которая пользуется огромным спросом в Японии, несмотря на высокую цену. Выбрав всю нерку из сетей, рыбаки часто выбрасывают остальной улов за борт, однако попавшие в сети рыбы и животные либо уже мертвы, либо сильно ранены. Объем добычи таким способом часто превышает все выданные государством квоты на вылов. Именно поэтому дрифтерный промысел уже долгое время находится под пристальным вниманием экологов.